# Monteleone Rocca Doria
Monteleone Rocca Doria (sardinsky: Monteleòne) je italská obec (comune) v provincii Sassari v regionu Sardinie. Nachází se ve výšce 368 metrů nad mořem a má 105 obyvatel. Rozloha obce je 13,39 km².